# Fourier-Analysis
Die Fourier-Analysis (Aussprache: fuʁie aˈnaːlyzɪs), die auch als Fourier-Analyse oder klassische harmonische Analyse bekannt ist, ist die Theorie der Fourierreihen und Fourier-Integrale. Sie wird vor allem verwendet, um zeitliche Signale in ihre Frequenzanteile zu zerlegen. Aus der Summe dieser Frequenzanteile lässt sich das Signal wieder rekonstruieren.
Ihre Ursprünge reichen in das 18. Jahrhundert zurück. Benannt ist sie nach dem französischen Mathematiker Jean Baptiste Joseph Fourier, der im Jahr 1822 in seiner Théorie analytique de la chaleur Fourier-Reihen untersuchte.
Die Fourier-Analysis ist in vielen Wissenschafts- und Technikzweigen von außerordentlicher praktischer Bedeutung. Die Anwendungen reichen von der Physik (Akustik, Optik, Gezeiten, Astrophysik) über viele Teilgebiete der Mathematik (Zahlentheorie, Statistik, Kombinatorik und Wahrscheinlichkeitstheorie), die Signalverarbeitung und Kryptographie bis zu Meereskunde und Wirtschaftswissenschaften. Je nach Anwendungszweig erfährt die Zerlegung vielerlei Interpretationen. In der Akustik ist sie beispielsweise die Frequenz-Transformation des Schalls in Oberschwingungen.
Aus Sicht der abstrakten harmonischen Analyse sind sowohl die Fourier-Reihen und die Fourier-Integrale als auch die Laplace-Transformation, die Mellin-Transformation oder auch die Hadamard-Transformation Spezialfälle einer allgemeineren (Fourier-)Transformation.
Die Fourier-Analysis ist jedoch nicht auf zeitliche Signale begrenzt. Sie kann sinngemäß auch bei örtlichen oder anderen Phänomenen verwendet werden. Z. B.: In der Bildverarbeitung wird eine 2-dimensionale Fourier-Analyse verwendet (siehe den entsprechenden Absatz in „Diskrete Fourier-Transformation“). Und die Fourier-Analyse kann auch auf Fourier-Spektren selbst angewendet werden, um Periodizitäten in Spektren oder andere Regelmäßigkeiten zu erkennen (siehe: Cepstrum, Hilbert-Transformation).

## Varianten der Fourier-Transformation

Zusammenhang von Zeit- und Frequenzbereich bei den vier möglichen Varianten der Fourier-Analyse mit zeitdiskretem/zeitkontinuierlichem Verlauf und spektral diskretem bzw. kontinuierlichem Verlauf. Zeitdiskrete Folge bzw. diskretes Spektrum bedingt auf der gegenüberliegenden Seite ein Spiegelspektrum bzw. eine periodische Fortsetzung.

Die verschiedenen Begriffe in diesem Zusammenhang werden in der Literatur nicht einheitlich gebraucht und es existieren mehrere Namen für den gleichen Vorgang. So nutzt man Fourier-Transformation sehr oft als Synonym der kontinuierlichen Fourier-Transformation, und mit Fourier-Analyse wird oft die Zerlegung in eine Fourier-Reihe gemeint, manchmal aber auch die kontinuierliche Transformation.
Je nach den Eigenschaften der zu untersuchenden Funktion gibt es vier Varianten, wie in nebenstehender Abbildung dargestellt:
1. Eine in einem endlichen Intervall periodische fortgesetzte Funktion kann in eine Fourierreihe zerlegt werden. Das Spektrum ist somit diskret.
2. Ein Vorgang, der aperiodisch bis ins Unendliche reicht, erfordert die kontinuierliche Fourier-Transformation (auch Fourier-Integral). Dabei wird ein kontinuierliches Zeitsignal in ein kontinuierliches Spektrum transformiert.
3. Sind von einem Vorgang nur Werte an diskreten, äquidistanten Zeitpunkten in einem endlichen Intervall bekannt – durch diese Intervallbildung entsteht eine periodische Fortsetzung – wird die diskrete Fourier-Transformation (DFT) angewendet und ein diskretes Frequenzspektrum mit Spiegelspektren entsteht. Die DFT und deren Optimierungen in Form der schnellen Fourier-Transformation (FFT) spielen in der digitalen Signalverarbeitung eine bedeutende Rolle. Ein Beispiel für einen solchen Vorgang ist ein Musikstück, von welchem zur Speicherung auf einer herkömmlichen Audio-CD pro Sekunde 44.100 Amplitudenwerte des Audiosignals am Ausgang eines Mikrophons abgetastet werden.
4. Mit der DFT verwandt ist die Fouriertransformation für zeitdiskrete Signale (englisch discrete-time Fourier transform, DTFT), welche ebenfalls von zeitlich diskreten Werten ausgeht, aber im Gegensatz zur DFT ein kontinuierliches Spektrum bildet. Sie ist damit für die Spektralanalyse auf Digitalcomputern nicht unmittelbar anwendbar, findet aber bei der theoretischen Analyse von Signalen im Spektrum Anwendung, da sich dabei das Spektrum statt in einer Folge unter Umständen als ein geschlossener mathematischer Ausdruck angeben lässt.[1]

Man erhält bei allen Transformationen ein Frequenzspektrum, das je nach Variante diskret (unendlich scharfe Linien) oder kontinuierlich ist:
| Variante                                              | Definitionsmenge von x     | Periodizität von x                  | Frequenzspektrum |
| ----------------------------------------------------- | -------------------------- | ----------------------------------- | ---------------- |
| Fourier-Reihe                                         | kontinuierliches Intervall | periodisch                          | diskret          |
| Kontinuierliche Fourier-Transformation                | kontinuierlich             | aperiodisch                         | kontinuierlich   |
| Diskrete Fourier-Transformation (DFT)                 | diskret, endlich           | aperiodisch, periodisch fortgesetzt | diskret, endlich |
| Fouriertransformation für zeitdiskrete Signale (DTFT) | diskret, endlich           | aperiodisch                         | kontinuierlich   |

### Fourierreihen
Jede stetig differenzierbare Funktion, die auf dem Intervall {\displaystyle [0,T]} definiert ist, lässt sich in eine Fourierreihe entwickeln, das heißt, beide Seiten der Transformation existieren. Mit der Grundfrequenz {\displaystyle F=1/T} und den Kreisfrequenzen {\displaystyle \omega _{k}=k(2\pi F)} gilt:
{\displaystyle {\hat {x}}_{k}={\frac {1}{\sqrt {2\pi }}}\int _{0}^{T}x(t)\mathrm {e} ^{-\mathrm {i} \,\omega _{k}t}\mathrm {d} \,t\quad {\text{und}}\quad x(t)={{\sqrt {2\pi }}F}\sum _{k=-\infty }^{\infty }{\hat {x}}_{k}\mathrm {e} ^{\mathrm {i} \,\omega _{k}t}}.
Es können allgemeinere Typen von Funktionen in eine Fourier-Reihe entwickelt werden, so abschnittsweise stetige, beschränkte Funktionen oder allgemeiner messbare quadratintegrable Funktionen.

#### Sprungstellenverfahren für Polygonzüge
Bei einem periodischen Polygonzug {\displaystyle x(t)} (Punkte durch gerade Linien verbunden) liefern die Knick- und eventuell vorhandene Sprungstellen die Beiträge zu den Fourierkoeffizienten
{\displaystyle c_{k}={\frac {1}{{\text{i}}\pi k}}\left(\sum _{k=1}^{r}s_{i}{\text{e}}^{-{\text{i}}\omega _{k}t_{i}}+{\frac {1}{{\text{i}}\omega _{k}}}\sum _{k=1}^{r'}s'_{i}{\text{e}}^{-{\text{i}}\omega _{k}t'_{i}}\right)} für {\displaystyle k=1,2,\dots ,\infty }.
Mit diesen und dem Mittelwert einer Periode
{\displaystyle x_{0}={\frac {1}{2T}}\sum _{i=1}^{n-1}(x_{i}^{+}+x_{i+1}^{-})(t_{i+1}-t_{i})}
lässt sich die Ausgangsfunktion als die harmonische Summe
{\displaystyle x(t)=x_{0}+\sum _{k=1}^{\infty }|c_{k}|\cos \left(\omega _{k}t+\arg c_{k}\right)}
synthetisieren.
Die Abszissen {\displaystyle t_{i}} der {\displaystyle n} Stützwerte {\displaystyle x_{i}} (bei Sprüngen: Stützwertpaare {\displaystyle x_{i}^{-}} und {\displaystyle x_{i}^{+}}) müssen in derselben Periode liegen, aufsteigend geordnet sein und {\displaystyle t_{n}<t_{1}+T} erfüllen.
Die Wertsprünge
{\displaystyle s_{i}=x_{i}^{+}-x_{i}^{-}}
an den {\displaystyle r} Sprungstellen werden jeweils als Differenz ihres rechts- und linksseitigen Grenzwerts {\displaystyle x_{i}^{+}} bzw. {\displaystyle x_{i}^{-}} berechnet, die Ableitungssprünge
{\displaystyle s'_{i}={\frac {{\text{d}}x}{{\text{d}}t}}(t_{i}'^{+})-{\frac {{\text{d}}x}{{\text{d}}t}}(t_{i}'^{-})}
an den {\displaystyle r'} Knickstellen analog als Differenz der rechts- und linksseitigen ersten Ableitung.
Die Koeffizienten {\displaystyle c_{k}} betragen das {\displaystyle {\sqrt {2/\pi }}}-fache der {\displaystyle {\hat {x}}_{k}}-Werte; bei dieser Eichung der Fourierkoeffizienten sind die Amplituden der Harmonischen gleich den Beträgen von {\displaystyle c_{k}}.

### Kontinuierliche Fourier-Transformation
Die kontinuierliche Fourier-Transformation ist definiert durch
{\displaystyle {\mathcal {F}}_{t\omega }\{x(t)\}={\hat {x}}(\omega )={\frac {1}{\sqrt {2\pi }}}\int \limits _{-\infty }^{\infty }x(t)\mathrm {e} ^{-\mathrm {i} \omega t}\,\mathrm {d} t}.
Die Rücktransformation lautet dazu:
{\displaystyle {\mathcal {F}}_{\omega t}^{-1}\{{\hat {x}}(\omega )\}=x(t)={\frac {1}{\sqrt {2\pi }}}\int _{-\infty }^{\infty }{\hat {x}}(\omega )\mathrm {e} ^{\mathrm {i} \omega t}\,\mathrm {d} \omega }.
In der Literatur findet man auch andere Definitionen, die als Vorfaktor statt {\displaystyle {\tfrac {1}{\sqrt {2\pi }}}} nur {\displaystyle {\tfrac {1}{2\pi }}} oder 1 haben. Dies hängt von den jeweils verwendeten Normierungskonventionen ab. Die hier verwendete Variante hat den ästhetischen Vorteil, dass der Vorfaktor bei Hin- und Rücktransformation gleich ist. Außerdem vereinfacht sie die Darstellung des Satzes von Parseval:
{\displaystyle \int _{-\infty }^{\infty }\left|x(t)\right|^{2}\,\mathrm {d} t=\int _{-\infty }^{\infty }\left|{\hat {x}}(\omega )\right|^{2}\,\mathrm {d} \omega }.
Diese Bedingung ist zum Beispiel in der Physik wichtig für die Energieerhaltung durch die Fourier-Transformation. Mathematisch gesehen bedeutet die Gleichung, dass die Fourier-Transformation eine unitäre Abbildung ist, was unter anderem in der Quantenmechanik fundamental ist.
Manchmal, zum Beispiel in der Signaltheorie, bevorzugt man die – ebenfalls energieerhaltende – Version der Fourier-Transformation, bei der die – auch Spektralfunktion genannte – Fourier-Transformierte von der Frequenz statt der Winkelgeschwindigkeit abhängt:
{\displaystyle {\mathcal {F}}_{t\nu }\{x(t)\}={\hat {x}}(\nu )=\int _{-\infty }^{\infty }x(t)\mathrm {e} ^{-\mathrm {i} 2\pi \nu t}\,\mathrm {d} t}.
Die Beziehung zwischen beiden Arten der Fourier-Transformation wird durch {\displaystyle \nu ={\tfrac {\omega }{2\pi }}} vermittelt.
Die Rücktransformation lautet dann
{\displaystyle {\mathcal {F}}_{\nu t}^{-1}\{{\hat {x}}(\nu )\}=x(t)=\int _{-\infty }^{\infty }{\hat {x}}(\nu )\mathrm {e} ^{\mathrm {i} 2\pi \nu t}\,\mathrm {d} \nu }.
Da hier über die Variable {\displaystyle \nu } statt {\displaystyle \omega } integriert wird, entfällt in dieser Darstellungsform der Vorfaktor.

### Diskrete Fourier-Transformation
Es gibt keine Einschränkungen in der Anwendung der Transformation und der Entwicklungsformel. Sind {\displaystyle F,T} positive Zahlen mit {\displaystyle FT=1/N}, und sind {\displaystyle M,L} beliebige ganzzahlige Verschiebungen, so kann eine allgemeinere Variante der Transformationsformeln angegeben werden. Mit {\displaystyle t_{n}=nT} und {\displaystyle \omega _{k}=k(2\pi F)} gilt
{\displaystyle {\hat {x}}_{k}=T\sum _{n=-M}^{N-M-1}x_{n}\mathrm {e} ^{-\mathrm {i} \omega _{k}t_{n}}}
und
{\displaystyle x_{n}=F\sum _{k=-L}^{N-L-1}{\hat {x}}_{k}\mathrm {e} ^{\mathrm {i} \omega _{k}t_{n}}.}
Zur Berechnung der diskreten Fourier-Transformation wird oft die schnelle Fourier-Transformation (FFT) verwendet, ein Algorithmus, bei dem die Anzahl der Rechenschritte zur Berechnung der Fourier-Koeffizienten wesentlich kleiner ist als bei einer direkten Implementation der Integration.

### Kurzzeit-Fourier-Transformation
Eine (in gewissem Sinn) zeitaufgelöste Variante der Fourier-Transformation ist die Kurzzeit-Fourier-Transformation.

## Fourier-Synthese
Alle Transformationen, die in der Fourier-Analysis betrachtet werden, haben die Eigenschaft, dass eine entsprechende inverse Transformation existiert. In den Ingenieurwissenschaften, der Physik und der numerischen Mathematik nennt man das Zerlegen einer Funktion in ihr Spektrum ebenfalls Fourier-Analyse. Der Begriff beschreibt also nicht nur dieses Teilgebiet der Funktionalanalysis, sondern auch den Prozess der Zerlegung einer Funktion. Das Darstellen der Ausgangsfunktion mit Hilfe des Spektrums aus der Fourier-Analyse wird als Fourier-Synthese bezeichnet. Da diese Begriffsbildung besonders in den angewandten Wissenschaften üblich ist, tritt diese auch eher im Zusammenhang mit der diskreten Fourier-Transformation und der schnellen Fourier-Transformation auf.

## Anwendungen

Veranschaulichung der Fourier-Transformation aus dem Zeitbereich, dargestellt in rot, in den Frequenzbereich, dargestellt in blau. Aufgrund der Periodizität des Zeitsignals treten nur einzelne Spektralkomponenten im Frequenzbereich auf.

Die Fouriertransformation besitzt vor allem in den Ingenieurwissenschaften, wie der Signalverarbeitung und in der Physik, bedeutende Anwendungsbereiche. (siehe auch Fourier-Transformation#Anwendungsfälle)
Einer der ersten Anwendungen der Fourier-Analysis waren Modelle zur Vorhersage der Gezeiten im 19. Jahrhundert. Die Gezeiten hängen von mehreren oszillierenden Phänomenen ab, wie der Rotation der Erde gegenüber Sonne und Mond, und eignen sich daher von Natur aus für eine Fourier-Analysis. Basierend auf diesen Modellen wurden Gezeitenrechenmaschinen entwickelt.
Je nach Anwendung werden auch spezielle Begriffe und Nomenklaturen verwendet:
Zeitbereich(englisch time domain) Erfolgt die Analyse oder Darstellung in Abhängigkeit von der Zeit, so spricht man vom Zeitbereich. Beschreibt die veränderliche Variable eine Position im Raum (z. B. bei der digitalen Bildverarbeitung), so wird der Bereich auch als Ortsbereich oder Ortsraum bezeichnet.
ZeitsignalUnter einem Zeitsignal versteht man die Beschreibung des Signalverlaufs im Zeitbereich, d. h. als Funktion der Zeit. Man verwendet den Ausdruck Zeitsignal auch im Zusammenhang mit der Fourier-Transformation, wenn man sich ausdrücklich auf die Rücktransformierte bezieht. D. h. wenn klargestellt werden soll, dass sich die nun folgende Beschreibung nicht auf das Spektrum des Signals bezieht.
FrequenzbereichAls Frequenzbereich oder -raum (englisch frequency domain) wird der Bildbereich nach erfolgter Transformation (z. B. durch Fourier- oder Laplace-Transformation) bezeichnet. Diese Bezeichnungen gehen auf Arbeiten aus Ende der 1940er Jahre am MIT Research Laboratory of Electronics zurück.
In technisch motivierten Anwendungen wird der Bezug zwischen dem Zeitbereich mit der Originalfunktion {\displaystyle x(t)} und dem Frequenzbereich mit der Bildfunktion {\displaystyle X(\mathrm {j} \omega )} auch mit folgender Symbolik dargestellt:
{\displaystyle x(t)\circ \!\!-\!\!\bullet X(\mathrm {j} \omega ).}
In der Physik stellt die Fouriertransformation in der Wellenmechanik die Verknüpfung zwischen Zeitbereich und Frequenzraum dar. Werden statt Zeitsignale Signale als Funktion des Ortes betrachtet, stellt die Fouriertransformation eine Verknüpfung zwischen dem Ortsraum und den im Frequenzraum vorhandenen Ortsfrequenzen bzw. Wellenzahlen dar. In mehreren Dimensionen werden die Wellenzahlen in Form von Wellenvektoren beschrieben. In der Kristallographie heißt der zum Ortsraum reziproke Frequenzraum reziproker Raum.
In der Quantenmechanik entsprechen, bis auf einen Proportionalitätsfaktor, die Wellenzahlen dem Impuls des Teilchens, woraus sich ein Zusammenhang mit der heisenbergschen Unschärferelation ergibt. Da Orts- und Impulsraum durch die Fouriertransformation verknüpft sind, führt die Verknüpfung der Ausdehnungen zu einer Unschärfe. Analog ergibt sich auch die Energie-Zeit-Unschärfe aus der Fouriertransformation, wobei hier die Frequenz bis auf den Proportionalitätsfaktor der Energie entspricht und somit eine Verknüpfung von Energie und Zeit durch die Fouriertransformation gegeben ist, die zu einer Unschärfe führt.

## Geschichte
Schon ab 1740 diskutierten Mathematiker wie Daniel Bernoulli und d’Alembert die Möglichkeit, periodische Funktionen als trigonometrische Reihen darzustellen. Die heute bekannte Reihenentwicklung für periodische Funktionen geht auf den französischen Mathematiker Fourier zurück. Zu Beginn des 19. Jahrhunderts veröffentlichte er sein Werk Théorie analytique de la chaleur, in dem er davon ausgeht, dass jede Funktion in eine trigonometrische Reihe entwickelt werden könne. Er benutzte diese Reihen insbesondere zum Lösen der Wärmeleitungsgleichung. In diesem Werk führte er auch die kontinuierliche Fourier-Transformation in Form einer Kosinus-Transformation ein. Mit dieser versuchte er, die Wärmeleitungsgleichung auf unbeschränkten Mengen, insbesondere auf der reellen Achse, zu lösen.
Peter Gustav Lejeune Dirichlet untersuchte diese trigonometrischen Reihen, die heute Fourier-Reihen heißen, weiter und konnte erste Konvergenzeigenschaften beweisen. So konnte er 1829 zeigen, dass die Fourier-Reihe punktweise konvergiert, wenn die Ausgangsfunktion Lipschitz-stetig ist. Zur exakten Berechnung der Fourier-Koeffizienten führte Bernhard Riemann dann seinen Integralbegriff ein und entdeckte 1853 das Lokalisationsprinzip. Das besagt, dass die Konvergenz beziehungsweise Divergenz sowie gegebenenfalls der Wert der Fourier-Reihe einer Funktion {\displaystyle f} bei {\displaystyle x} durch das Verhalten von {\displaystyle f} in einer beliebig kleinen Umgebung von {\displaystyle x} eindeutig bestimmt ist.
Erst 1876 fand Paul Du Bois-Reymond eine stetige Funktion, deren Fourier-Reihe nicht punktweise konvergiert. In seinem Satz konnte Fejér 1904 jedoch zeigen, dass die Fourier-Reihe für jede stetige Funktion im arithmetischen Mittel konvergiert. Im Jahr 1915 warf Nikolai Nikolajewitsch Lusin die Frage auf, ob die Fourier-Reihe für jede Funktion {\displaystyle f\in L^{2}} konvergiert. Dies konnte erst 1968 von Lennart Carleson positiv beantwortet werden und Hunt verallgemeinerte 1968 das Ergebnis auf Funktionen {\displaystyle f\in L^{p}} mit {\displaystyle p>1}. Die Voraussetzung {\displaystyle p>1} ist allerdings wesentlich, wie das Beispiel einer integrierbaren Funktion mit überall divergenter Fourier-Reihe, das Kolmogorow 1926 fand, zeigt.
Da die Fourier-Transformation auch außerhalb der Mathematik einen großen Anwendungsbereich hat, ist man an einem Algorithmus interessiert, mit dem ein Computer die Fourier-Koeffizienten mit möglichst wenig Aufwand berechnen kann. Solche Verfahren nennt man Schnelle Fourier-Transformation. Der bekannteste Algorithmus stammt von James Cooley und John W. Tukey, die ihn 1965 veröffentlichten. Jedoch wurde ein Algorithmus schon 1805 von Carl Friedrich Gauß entwickelt. Er benutzte ihn zur Berechnung der Flugbahnen der Asteroiden (2) Pallas und (3) Juno. Zum ersten Male wurde eine Variante des Algorithmus von Carl Runge im Jahre 1903 beziehungsweise 1905 veröffentlicht. Darüber hinaus wurden vor Cooley und Tukey schon eingeschränkte Varianten der schnellen Fourier-Transformation veröffentlicht. So hat zum Beispiel Irving John Good 1960 ebenfalls einen solchen Algorithmus veröffentlicht.

## Mathematische Motivation

### Mathematische Grundlagen
Wir betrachten stetige, von der Zeit {\displaystyle t} reell abhängige Funktionen bzw. Vorgänge (z. B. als vektorwertige Funktionen) {\displaystyle f(t)}, die sich nach einer Zeit {\displaystyle T} wiederholen, also periodisch mit Periode {\displaystyle T} sind, {\displaystyle f(t+T)=f(t)}.
Joseph Fourier postulierte in seiner Arbeit, dass sich {\displaystyle f} aus periodischen, harmonischen Schwingungen, also Sinus- oder Kosinusfunktionen, verschiedener Phase und Amplitude und genau definierter Frequenz zusammensetzen lässt. Betrachten wir eine solche zusammengesetzte Funktion mit {\displaystyle N+1} Summanden:
{\displaystyle {\begin{aligned}f(t)&=A_{0}+A_{1}\cos(\omega t+\varphi _{1})+A_{2}\cos(2\omega t+\varphi _{2})+\cdots +A_{N}\cos(N\omega t+\varphi _{N})\\&=\sum _{n=0}^{N}A_{n}\cos(n\omega t+\varphi _{n}).\end{aligned}}}
Die einzelnen Schwingungen haben die Kreisfrequenz {\displaystyle n\omega }, also die Frequenz {\displaystyle n\omega /2\pi }. Damit hat die erste Schwingung (Grundschwingung) die Frequenz {\displaystyle 1/T}, die nächsten {\displaystyle 2/T}, {\displaystyle 3/T}, …
Weil ein Sinus nur ein phasenverschobener Kosinus ist, konnte die Reihendarstellung auf Kosinus-Funktionen beschränkt werden. Wir erhalten sofort auch die Sinusterme, wenn wir die Additionstheoreme benutzen:
{\displaystyle {\begin{aligned}f(t)&=\sum _{n=0}^{N}A_{n}\cos(n\omega t+\varphi _{n})\\&=A_{0}+\sum _{n=1}^{N}(\,\underbrace {A_{n}\cos \varphi _{n}} _{=a_{n}}\cdot \cos(n\omega t)-\underbrace {A_{n}\sin \varphi _{n}} _{=b_{n}}\cdot \sin(n\omega t)).\end{aligned}}}
Zusammen mit {\displaystyle a_{0}:=A_{0}} erhalten wir eine phasenfreie Darstellung
{\displaystyle f(t)=a_{0}+\sum _{n=1}^{N}(a_{n}\cos(n\omega t)-b_{n}\sin(n\omega t)).}
Im nächsten Schritt soll die Summe mit Hilfe komplexer Zahlen umgeschrieben werden. Es sind dann komplexe Koeffizienten erlaubt, und die Reihe wird komplexwertig. Sofern reellwertige Funktionen betrachtet werden, kann diese als Realteil der Summe zurückgewonnen werden. Aus der Euler-Formel oder auch nach der Definition der trigonometrischen Funktionen mit der Exponentialfunktion folgt
{\displaystyle \cos(x)={\frac {1}{2}}\left(\mathrm {e} ^{\mathrm {i} x}+\mathrm {e} ^{-\mathrm {i} x}\right)} und {\displaystyle \sin(x)={\frac {1}{2\mathrm {i} }}\left(\mathrm {e} ^{\mathrm {i} x}-\mathrm {e} ^{-\mathrm {i} x}\right)},
somit
{\displaystyle {\begin{aligned}f(t)&=a_{0}+\sum _{n=1}^{N}{\frac {1}{2}}\left(a_{n}(\mathrm {e} ^{\mathrm {i} n\omega t}+\mathrm {e} ^{-\mathrm {i} n\omega t})-{1 \over \mathrm {i} }b_{n}(\mathrm {e} ^{\mathrm {i} n\omega t}-\mathrm {e} ^{-\mathrm {i} n\omega t})\right)\\&=a_{0}+\sum _{n=1}^{N}{\frac {1}{2}}\left(a_{n}(\mathrm {e} ^{\mathrm {i} n\omega t}+\mathrm {e} ^{-\mathrm {i} n\omega t})+\mathrm {i} b_{n}(\mathrm {e} ^{\mathrm {i} n\omega t}-\mathrm {e} ^{-\mathrm {i} n\omega t})\right)\\&=a_{0}+\sum _{n=1}^{N}{\frac {1}{2}}\left((a_{n}+\mathrm {i} b_{n})\mathrm {e} ^{\mathrm {i} n\omega t}+(a_{n}-\mathrm {i} b_{n})\mathrm {e} ^{-\mathrm {i} n\omega t}\right).\end{aligned}}}
Mit den komplexen Koeffizienten {\displaystyle c_{0}:=a_{0}}, {\displaystyle c_{n}:={\tfrac {1}{2}}(a_{n}+\mathrm {i} b_{n})} und {\displaystyle c_{-n}:={\tfrac {1}{2}}(a_{n}-\mathrm {i} b_{n})} für n>0 erhalten wir eine Summe mit auch negativen Indizes
{\displaystyle f(t)=\sum _{n=-N}^{N}c_{n}\mathrm {e} ^{\mathrm {i} n\omega t}.}

### Fourier-Reihe
Wir kennen jetzt also die trigonometrische Summe in verschiedenen Darstellungen. Es war aber gefragt, eine periodische stetige Funktion mittels solch einer Summe zu approximieren. Dazu stellen wir fest, dass die komplexen Koeffizienten {\displaystyle c_{n}}, und damit auch die der anderen Darstellungen, sich aus der Summenfunktion zurückgewinnen lassen.
Dazu wird die obige Gleichung mit {\displaystyle \mathrm {e} ^{-\mathrm {i} m\omega t}} multipliziert und sodann auf beiden Seiten über dem Intervall {\displaystyle [0,T]}, d. h. über eine Periode integriert. Mit Umformungen erreicht man folgende Aussage:
{\displaystyle {\begin{aligned}e^{-\mathrm {i} m\omega t}f(t)&=\sum _{n=-N}^{N}c_{n}\left(\mathrm {e} ^{\mathrm {i} n\omega t}\mathrm {e} ^{-\mathrm {i} m\omega t}\right)=\!\sum _{n=-N-m}^{N-m}c_{n+m}\mathrm {e} ^{\mathrm {i} (n+m)\omega t-\mathrm {i} m\omega t}\\&=\!\sum _{n=-N-m}^{N-m}c_{n+m}\mathrm {e} ^{\mathrm {i} n\omega t}.\end{aligned}}}
Daraus folgt
{\displaystyle \int _{0}^{T}\mathrm {e} ^{-\mathrm {i} m\omega t}f(t)\mathrm {d} t\,=\!\sum _{n=-N-m}^{N-m}c_{n+m}\int _{0}^{T}\mathrm {e} ^{\mathrm {i} n\omega t}\mathrm {d} t.}
Für das {\displaystyle n}-te Integral auf der rechten Seite gilt:
{\displaystyle \int _{0}^{T}\mathrm {e} ^{\mathrm {i} n\omega t}\mathrm {d} t={\begin{cases}T&{\text{für }}n=0\\\displaystyle \ {\frac {1}{\mathrm {i} n\omega }}(\!\!\!\overbrace {\mathrm {e} ^{\mathrm {i} n\omega T}} ^{\quad =\mathrm {e} ^{2\pi \mathrm {i} n}=1}\!\!\!\!-1)=0&{\text{für }}n\neq 0.\end{cases}}}
Es liefert also nur der Summand für n=0 einen Beitrag, es vereinfacht sich das Integral also zu
{\displaystyle \int _{0}^{T}\mathrm {e} ^{-\mathrm {i} m\omega t}f(t)\mathrm {d} t\;=\!\sum _{n=-N-m}^{N-m}c_{n+m}\int _{0}^{T}\mathrm {e} ^{\mathrm {i} n\omega t}\mathrm {d} t=Tc_{m}}
{\displaystyle \Leftrightarrow c_{m}={\frac {1}{T}}\int _{0}^{T}f(t)\mathrm {e} ^{-\mathrm {i} m\omega t}\mathrm {d} t.}
Wir können nun versuchen, die trigonometrische Summe durch eine beliebige stetige periodische Funktion f zu ersetzen, die Koeffizienten nach obigen Formeln zu bestimmen und die mit diesen Koeffizienten gebildeten trigonometrischen Summen mit der
Ausgangsfunktion vergleichen:
{\displaystyle {\begin{aligned}f_{N}(t):=\sum _{n=-N}^{N}c_{n}\mathrm {e} ^{in\omega t}&={\frac {1}{T}}\sum _{n=-N}^{N}\int _{0}^{T}f(s)\mathrm {e} ^{-\mathrm {i} n\omega s}\,\mathrm {d} s\;\mathrm {e} ^{\mathrm {i} n\omega t}\\&={\frac {1}{T}}\int _{0}^{T}\sum _{n=-N}^{N}f(s)\mathrm {e} ^{\mathrm {i} n\omega (t-s)}\,\mathrm {d} s\\&=\int _{0}^{T}{\frac {1}{T}}S_{N}(\omega (t-s))f(s)\,\mathrm {d} s.\end{aligned}}}
Mit dem Dirichlet-Kern
{\displaystyle S_{N}(\tau ):=\sum _{n=-N}^{N}(\mathrm {e} ^{\mathrm {i} \tau })^{n}={\frac {\sin((N+{\frac {1}{2}})\tau )}{\sin({\frac {1}{2}}\tau )}}}

### Aperiodische Vorgänge (Fourier-Integral)
Voraussetzung für die hergeleitete Fourier-Reihe ist die Periodizität von {\displaystyle f(t)} über dem Zeitintervall {\displaystyle T}. Selbstverständlich gibt es auch nichtperiodische Funktionen, die diese Voraussetzung für kein endliches Zeitintervall erfüllen.
Wie schon gezeigt, hat die {\displaystyle n}-te Oberschwingung die Frequenz {\displaystyle n/T}.
Die Differenz der {\displaystyle n}-ten Oberfrequenz von der vorherigen ist {\displaystyle n/T-(n-1)/T=1/T}, das heißt, die Oberfrequenzen haben den Abstand {\displaystyle 1/T}. Für {\displaystyle T} gegen unendlich geht ihr Abstand gegen Null – die Summe wird im Grenzfall zum Riemann-Integral.
Das Fourier-Integral, die kontinuierliche Fourier-Transformation, ist also gegeben durch
{\displaystyle f(t)={\frac {1}{\sqrt {2\pi }}}\int _{-\infty }^{\infty }a(\omega )\mathrm {e} ^{\mathrm {i} \omega t}\,\mathrm {d} \omega }
mit
{\displaystyle a(\omega )={\frac {1}{\sqrt {2\pi }}}\int _{-\infty }^{\infty }f(t)\mathrm {e} ^{-\mathrm {i} \omega t}\,\mathrm {d} t.}
Aus der Folge {\displaystyle a_{n}} ist nun das kontinuierliche Spektrum {\displaystyle a(\omega )} geworden. Man bezeichnet genau genommen die zweite Transformation als Fourier-Transformation, die erste, deren inverse, ist die Fourier-Synthese.
Die zweite Gleichung kann analog wie für die Reihe hergeleitet werden.
Das angegebene Beziehungspaar gilt u. a. erneut für quadratintegrierbare Funktionen.

## Differentialgleichungen
Die Fourier-Transformation wird oft eingesetzt, um Differentialgleichungen zu lösen. Denn die {\displaystyle \mathrm {e} ^{inx}} bzw. die {\displaystyle \sin(nx),\cos(nx)} sind Eigenfunktionen der Differentiation, und die Transformation wandelt lineare Differentialgleichungen mit konstanten Koeffizienten in normale algebraische Gleichungen um.
So ist zum Beispiel in einem linearen zeitinvarianten physikalischen System die Frequenz eine Erhaltungsgröße, und das Verhalten kann für jede Frequenz einzeln gelöst werden. Die Anwendung der Fourier-Transformation auf die Differentialgleichung ergibt den Frequenzgang des Systems.

## Abstrakte harmonische Analyse
Die abstrakte harmonische Analyse ist die Weiterentwicklung der Fourier-Analysis auf lokalkompakte topologische Gruppen. Auf diesen Gruppen kann man mit Hilfe des Haar-Maßes, das das Lebesgue-Maß als Spezialfall umfasst, ein Integral definieren. Zentral in der abstrakten harmonischen Analyse ist der Begriff der Charakters, der von Lew Semjonowitsch Pontrjagin eingeführt wurde. Das ist ein stetiger Gruppenhomomorphismus {\displaystyle \chi \colon G\to \mathrm {S} ^{1}} von der lokalkompakten, abelschen Gruppe {\displaystyle G} in die Sphäre. In Analogie zu linearen Funktionalen und den Dualräumen bilden ihre Gesamtheit die Dualgruppe {\displaystyle {\widehat {G}}}. Der Begriff Dualgruppe wird durch den Dualitätssatz von Pontrjagin gerechtfertigt. Aus Sicht der abstrakten harmonischen Analyse versteht man dann unter der Abbildung
{\displaystyle {\begin{aligned}{\mathcal {F}}(f)\colon {\widehat {G}}&\rightarrow {\mathbb {C} },\\{\mathcal {F}}(f)(\chi )&=\int _{G}f(x){\overline {\chi (x)}}\mathrm {d} \lambda (x)\end{aligned}}}
die Fourier-Transformation. Wählt man {\displaystyle G=\mathbb {R} } und {\displaystyle \chi _{z}(x)=e^{ixz}} so ist {\displaystyle {\widehat {G}}=\mathbb {R} } und man erhält die klassische kontinuierliche Fourier-Transformation. In der abstrakten harmonischen Analyse gibt es genauso wie in der klassischen Fourier-Analysis für diese Transformation auch eine Rücktransformation. Außerdem umfasst diese abstrakte Fourier-Transformation auch die Fourier-Reihe sowie die Laplace-Transformation, die Mellin-Transformation und andere Transformationen als Spezialfälle.